# Paraplacodus
Paraplacodus ist eine Gattung eher kleiner Meeresreptilien der rein fossilen Gruppe der Placodontia aus der mittleren Trias von Europa. Bis heute ist lediglich die Typusart, Paraplacodus broilli, bekannt.
Das erste Exemplar von Paraplacodus wurde am Monte San Giorgio im Kanton Tessin entdeckt und 1931 von Bernhard Peyer als neue Gattung beschrieben. Bis zum Jahr 2000 war die Gattung ausschließlich aus dieser Lokalität bekannt, die zugleich auch das umfangreichste und am besten erhaltene Material lieferte. Erst danach wurden einige weniger gut erhaltene und teils auch sehr unvollständige Funde aus den Niederlanden (Winterswijk), Deutschland (mehrere Lokalitäten), Polen (Tarnowskie Góry) und Rumänien (Brașov) vermeldet.

## Etymologie
Der Name Paraplacodus (griechisch παρα- para- ‚gegen, neben, im Vergleich mit‘) weist auf die zahlreichen Ähnlichkeiten mit der relativ eng verwandten, bereits 1833 erstbeschriebenen Gattung Placodus aus dem nördlich der Alpen gelegenen Mitteleuropa hin.

## Merkmale

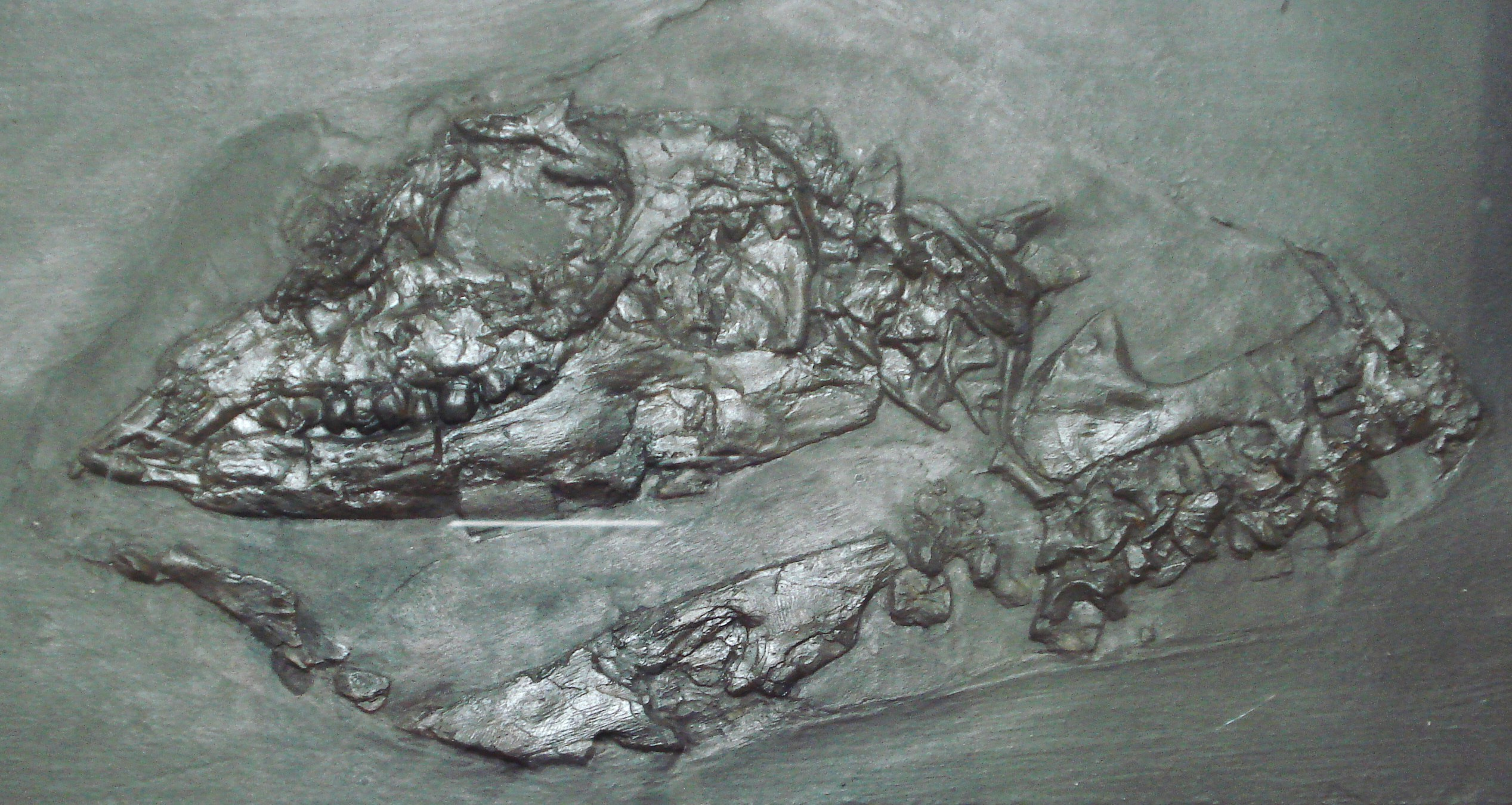
Schädel, vorderer Teil der Wirbelsäule und Elemente des Schultergürtels eines Paraplacodus broilli vom Monte San Giorgio

Paraplacodus gehörte zu den kleineren Gattungen der Placodontier. Er erreichte eine Kopf-Schwanz-Länge von etwa 1,2 Metern, wobei der Schwanz ungefähr ebenso lang war, wie der Rest des Körpers.
Wie Placodus hat Paraplacodus drei deutlich vorstehende Prämaxillarzähne („Schneidezähne“), jedoch laufen diese bei Paraplacodus konisch-spitz zu, während sie bei Placodus meißelförmig ausgebildet sind. Die Anzahl der Maxillarzähne („Backenzähne“) ist bei Paraplacodus jedoch ungefähr doppelt so hoch wie bei Placodus, wobei die Kronen bei Paraplacodus zwar gedrungen, aber deutlich höher und schlanker sind als bei Placodus und in Seitenansicht teilweise spitzbogenartig zulaufen. Das Gleiche gilt für die Zähne des Unterkiefers. Bei Paraplacodus weist der zahntragende Knochen des Unterkiefers (Dentale) im Gegensatz zu Placodus einen nur schwach entwickelten Coronoidfortsatz (Processus coronoideus) auf, sodass der Coronoid (ein nicht-zahntragender, an das Dentale angrenzender Unterkieferknochen) in lippenseitiger Ansicht nicht vom Coronoidfortsatz verdeckt ist. Der mittlere Gaumendachknochen (Palatinum) trägt bei Placodus drei, bei Paraplacodus mindestens vier flache, massive Zähne, die bei Placodus jeweils etwas größer sind und etwas enger stehen als bei Paraplacodus. Bei beiden Gattungen sind die inneren Nasenöffnungen (Choanen) zu einer einzelnen, auf der Symmetrieachse des Schädels liegenden, von den vorderen Enden der Palatina gerahmten Öffnung verschmolzen.kompletter Absatz nach 
Das Rumpfskelett von Paraplacodus zeichnet sich, ebenso wie das von Placodus, dadurch aus, dass die seitlichen (lateralen) Endstücke der Bauchrippen (Gastralia) charakteristisch annähernd rechtwinklig aufwärts (dorsad) gebogen sind. Deutliche Unterschiede zwischen beiden Gattungen bestehen jedoch bei der Rumpfwirbelsäule und assoziierter Strukturen: Während Placodus hohe Dornfortsätze aufweist, die jeweils mit einem Osteoderm assoziiert sind, hat Paraplacodus niedrige Dornfortsätze und keine Rücken-Osteoderme.

## Verbreitung und Lebensweise
Paraplacodus war in den flachen Küstengewässern der nordwestlichen Tethys und im Muschelkalkmeer im nördlich angrenzenden Germanischen Becken heimisch. Funde dieser Gattung machen im Germanischen Becken lediglich 5 % aller Placodontier-Funde aus, während es in der nordwestlichen Tethys (namentlich am Monte San Giorgio) 29 % sind.
Wie Placodus gilt Paraplacodus allgemein als durophag, das heißt seine Ernährung basierte auf hartschaligen Meerestieren wie Muscheln, Schnecken und Brachiopoden, wobei insbesondere die massiven, flächigen Gaumenzähne zum Knacken der Gehäuse dienten. Sein im Vergleich zu Placodus schwächer entwickelter Coronoidfortsatz deutet aber auf weniger ausgeprägte Kiefermuskeln und somit eine geringere Spezialisierung auf diese Lebensweise hin. Auch die im Vergleich zu Placodus „primitivere“ Ausbildung der Prämaxillar- und Maxillarzähne (siehe oben) legt dies nahe.
Nach einer umstrittenen alternativen Hypothese werden Placodontier als ökologische Pendants der Seekühe und Paraplacodus in ihrer Evolutionsreihe als Pendant der eozänen Seekuh Protosiren gesehen. Dabei soll er seine Vorderzähne zum Abrupfen und Ausgraben von tangartigen Wasserpflanzen (Makroalgen) und seine Maxillar- und Gaumenzähne zum Zerkleinern deren Thalli („Blätter“) bzw. Rhizome („Wurzeln“) benutzt haben. Diese Algenwiesen, für die es keinen direkten Fossilbeleg gibt, sollen sich auf die untermeerischen Ooidsandbarren erstreckt haben, die, heute in Gestalt von oolithischem Kalkstein, unter anderem die sogenannte Schaumkalkzone des Unteren Muschelkalks auszeichnen.